# Lunohod-program

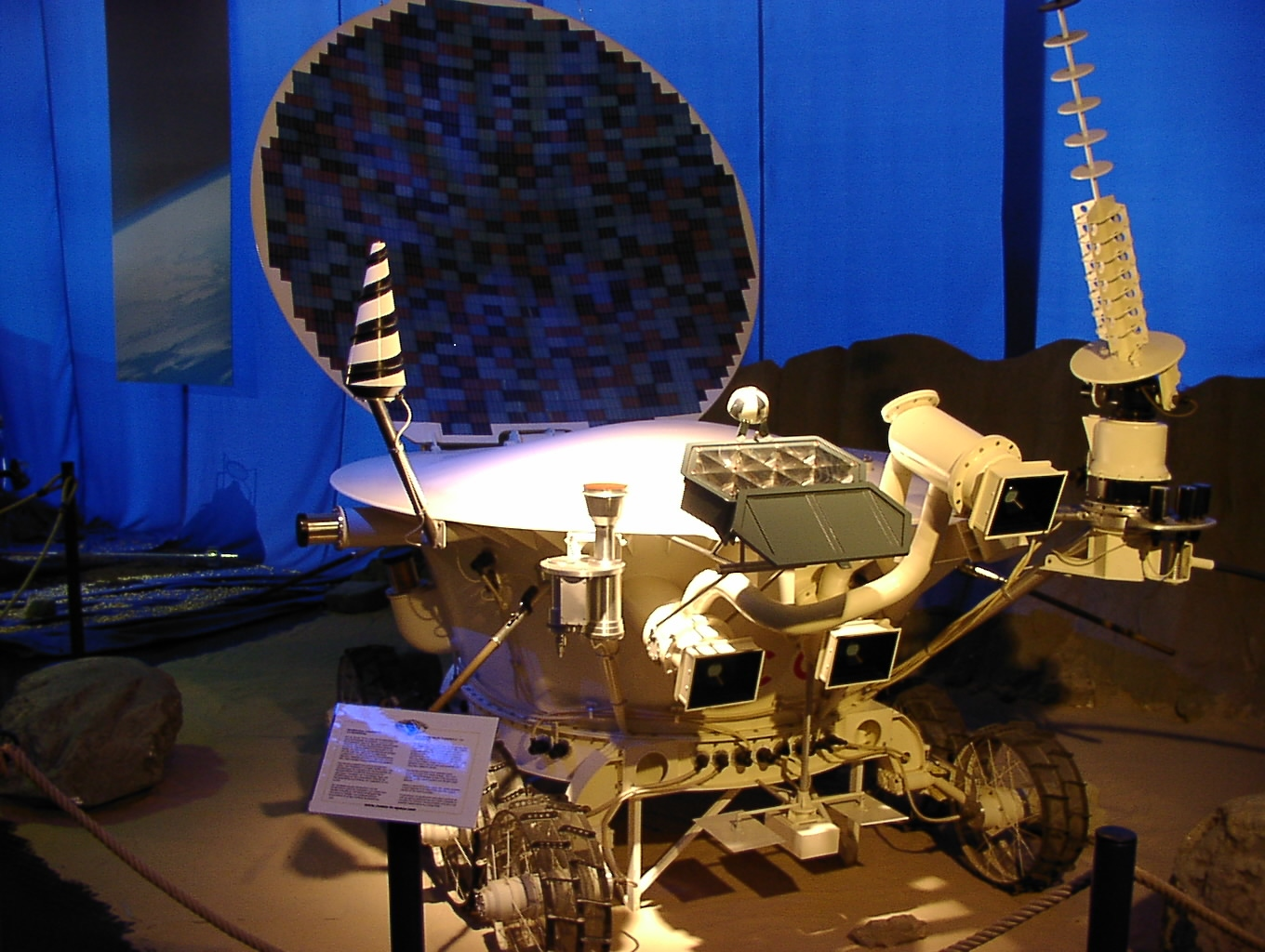
Lunohod holdautó

A Lunohod-program keretében a szovjetek két holdautót juttattak el a Hold felszínére. A személyzet nélküli szerkezetek több hónapig mértek és fényképeztek. Luna űrszondákkal érték el a Holdat.
Az automatikus űreszközök költsége tizede az emberes űrkutatás költségeinek. A szovjet űrkutatás nagy technikai eredménye az automatizálás, a sorozatgyártás előtérbe helyezése. A Lunohod űrjármű ennek a programnak kiemelkedő példánya.
Az 1969-1970-es évek szovjet űrkutatásának alapvető irányai: 
- a földkörüli térség rendszeres feltárása automatikus berendezések és személyzetes űrhajók segítségével a gazdasági és tudományos fejlődés érdekében. Tartós személyzetek elhelyezése a kiépítendő űrállomásokon.
- a Hold, a Hold és a Föld környező térségének átfogó tudományos kutatása automatikus űreszközökkel, berendezésekkel. Tapasztalatgyűjtés távolabbi égitestek tudományos tanulmányozásához.
- A Vénusz kutatása automatikus berendezésekkel, szondákkal. Adatszolgáltatás a Naprendszer bolygóiról a Föld keletkezésének megértéséhez.

## Holdautók
(zárójelben az indítás éve)
- Lunohod–1 – Luna–17 (1970)
- Lunohod–2 – Luna–21 (1973)
- Lunohod–3 – Luna–25 (1977)

### Magyar oldalak
- Keréknyom a Holdon, holdpor a Földön - a szovjet holdrobotok története I. – Knights of Cydonia Region
- Keréknyom a Holdon, holdpor a Földön - a szovjet holdrobotok története II. – Knights of Cydonia Region

### Külföldi oldalak
- Encyclopedia Astronautica